# Недолужко, Алевтина Ивановна
Алевтина Ивановна Недолужко (род. 21 ноября 1953, г. Еманжелинск) — российский учёный-селекционер, ботаник, специалист по роду Хризантема (лат. Chrysanthemum), создатель коллекции рода Chrysanthemum на территории Ботанического сада-института ДВО РАН.

## Научная деятельность
Изучение интродукционных возможностей, ресурсов изменчивости, селекции представителей рода Chrysanthemum на юге российского Дальнего Востока, а также вопросов сохранения генофонда.
Автор 15 патентов на создание новых сортов.

## Авторские свидетельства на получение новых сортов хризантем
'Костёр Дерсу', 1993; 'Мазурка', 1993; 'Ярославна', 1993; 'Тайфун', 1997; 'Утро России', 1997; 'Татьянин День', 1997; 'Вдохновение', 1997; 'Сударушка', 1997; 'Солнечное Приморье', 1997; 'Россиянка', 1997; 'Розовый Фламинго', 1997; 'Незнакомка', 1997; 'Звёздная Ночь', 1997; 'Дальневосточница', 1997; 'Волшебница', 1997; 'Царица Тамара', 1997; 'Бабье Лето', 1998; 'Полёт Шмеля', 2000; 'Золотой Рой', 2000; 'Академик Жирмунский', 2003; 'Хамелеон', 2003.